# Brachydesmus peristerensis
Brachydesmus peristerensis är en mångfotingart som beskrevs av Karl Wilhelm Verhoeff 1932. Brachydesmus peristerensis ingår i släktet Brachydesmus och familjen plattdubbelfotingar. Inga underarter finns listade i Catalogue of Life.